# Качалинская
Кача́линская — станица в Иловлинском районе Волгоградской области России.
Расположена на месте одной из древних переволок в 45 км к северо-востоку от Волгограда недалеко от рукава Дона, протока Быстрого. Возможная родина покорителя Сибири Ермака.

## История
На существование городка Качалино в XVI веке указывает местное предание о том, что здесь родился Ермак Тимофеевич. На звание его родины претендуют, впрочем, и другие населенные пункты.
Первоначально Качалино располагалось на другом берегу, между Быстрым и Доном. Первые официальные упоминания связывают городок с «гулящими казаками» и восстаниями. «Весною 1667 года из верхних и нижних казачьих городков сходились партии казаков к Паншинскому и Качалинскому», — сообщает «Историческое описание земли войска Донского».
В начале XVIII века здесь собирали бойцов для своих восстаний Кондратий Булавин и Игнат Некрасов. После подавления бунтов отряд казанского воеводы князя Петра Хованского уничтожил Качалино. Командующий правительственными войсками Василий Долгоруков спрашивал царя Петра I: «Которые городки Хованский выжег на Дону: Паншин, Иловля, Качалин, Голубые, просят милости казаки все, чтобы им быть. Быть им или не быть?» Царь писал в ответ: «Только строить один Паншин, а тех отнюдь не строить». Спустя некоторое время Качалино все же было восстановлено, и Петр останавливался в нём в 1723 году на пути из персидского похода.
Рядом со станицей Качалинской проходит Царицынская сторожевая линия, использовавшаяся с 1720 по 1776 год.
Население городка составляло 375 человек в 1756 году. В это время началась волна переселения из центра и северных районов России, и уже в 1769 году число жителей Качалино более чем удвоилось, достигнув 849 человек. В 1781 году городок перенесли на его нынешнее место. Через пять лет он был уничтожен пожаром и перестроен заново.
28 февраля 1801 года казаки во главе с Платовым, командовавшим колонной из 13 полков, выступили из станицы Качалинской четырьмя эшелонами в Индийский поход, несостоявшийся из-за убийства Павла I.
После 1836 года, когда в Ростове-на-Дону была открыта таможня и через Дон пошли экспортно-импортные потоки, Качалино, расположенное в одном из мест максимального сближения Волги и Дона, стало важным перевалочным пунктом. При городке действовали сразу три торговые пристани — Качалинская, Воронежская в 15 км выше по Дону и Белявская в 5 км ниже. Со стороны волжского города Дубовка в Качалино везли лес, деготь, смолу, железо и хлеб, в обратном направлении — крымские и донские вина, сухие фрукты, деревянное масло, свиное сало.
Построенная в 1846 году Дубовско-Качалинская железная дорога могла способствовать дальнейшему развитию Качалино, но из-за конструктивных просчетов оказалась неудачным проектом, прекратила работу в 1852 году. Уже в 1862 году Волго-Донская железная дорога была построена по альтернативному пути, от Царицына до города Калач, и последний постепенно отнял у Качалино транзитные заработки.
ЭСБЕ указывал на существование в Качалинской в конце XIX века 9652 жителей при 1181 дворе: 

Качалинская станица — 2-го Донского окр. Обл. Войска Донского, при протоке р. Дона, в 117 в. от окр. станицы. Дворов 1181, жит. 9652. Церковь, 2-классное, приходское и женское третьеразрядное училища. 3 ярмарки, с оборотом до 1/4 млн руб. До постройки Волжско-Донской жел. дор. К. станица считалась одною из важнейших пристаней на Дону, где ежегодно грузилось до 1 млн пуд., на 3/4 млн руб.; затем торговля перешла к Калачовской пристани, и К. станица постепенно теряет своё прежнее значение.

## Население
Динамика численности населения по годам:
| 1859 | 1873 | 1897 | 1915 | 2002 |
| ---- | ---- | ---- | ---- | ---- |
| 2514 | 3120 | 3585 | 6422 | 445  |

| 2010 |
| ---- |
| 442  |